# Varennes-en-Argonne
Varennes-en-Argonne é uma comuna francesa na região administrativa de Grande Leste, no departamento Meuse. Estende-se por uma área de 11,81 km².

## História
A aldeia tornou-se célebre quando do episódio da detenção do Rei Luís XVI e de sua família, na noite de 21 de Junho de 1791, ponto final da fuga frustrada da família real, iniciada na véspera, 20 de Junho. Seu projeto era de se reunir às tropas ainda fiéis à Monarquia em Montmédy. O rei e sua família foram detidos por causa de Jean-Baptiste Drouet, chefe do posto de troca de equipagens de Sainte-Menehould, que os havia reconhecido quando de sua passagem pela cidade  e que consegue ultrapassar a comitiva real em Varennes, alertando as autoridades locais.
Durante a Primeira Guerra Mundial, quando ocupada por tropas alemãs, Varennes foi quase que totalmente destruída por 4 anos de bombardeios franceses. Ao contrário de determinadas vilas do Meuse, que nunca mais recuperaram sua vida, Varennes foi inteiramente reconstruída.
Seu museu, o Museu d'Argonne, recosntitui o passado da aldeia e de sua região, desde a época galo-romana até o século XXI, passando pela detenção de Luís XVI e os anos sombrios da 1ª Guerra Mundial.
Pode-se admirar igualmente, ao lado deste museu, o Mémorial de Pennsylvanie, edificado em 1927 pelos americanos, em homenagem aos regimentos que libertaram Varennes ; esta obra soberba e majestosa, de estilo neo-clássico, domina o burgo. Do alto de seu terraço, descortina-se uma vista esplendida dos campos ao redor.

## Geografia
Varennes é um cantão com cerca de 700 habitantes, bordeado à oeste pela floresta de Argonne, no limite dos departamentos de Ardennes e Marne. É atravessada pelo rio Aire, que tem sua fonte no Sud Meusien e que desagua no rio Aisne, na altura de Senuc.
As comunas limítrofes são : Montblainville (a noroeste), Charpentry (ao norte), Cheppy (à oeste), Boureuilles (ao 
sul) e Vienne-le-Château (a sudoeste, no Marne).

## Ligações Externas
- No Google Maps